# Skleněný most v Čang-ťia-ťie
Skleněný most v Čang-ťia-ťie je visutý most, který se nachází v Čang-ťia-ťie v provincii Chu-nan v Čínské lidové republice. Leží v národním parku Wu-ling-jüan. Lávka, která vznikla jako turistická atrakce, má podlahu z průhledného skla. Při otevření se jednalo o nejdelší a nejvyšší skleněný most na světě. Most byl veřejnosti otevřen 20. srpna 2016. Na délku měří 430 metrů a na šířku 6 metrů. Je zavěšen 300 metrů nad zemí. Most překračuje kaňon Čang-ťia-ťie, přezdívaný „čínský Grand Canyon“. Spojuje dvě skály v Národním lesním parku Čang-ťia-ťie. Je navržený, aby v jeden moment unesl až 800 návštěvníků. Autorem návrhu mostu je izraelský architekt Haim Dotan.

## Historie

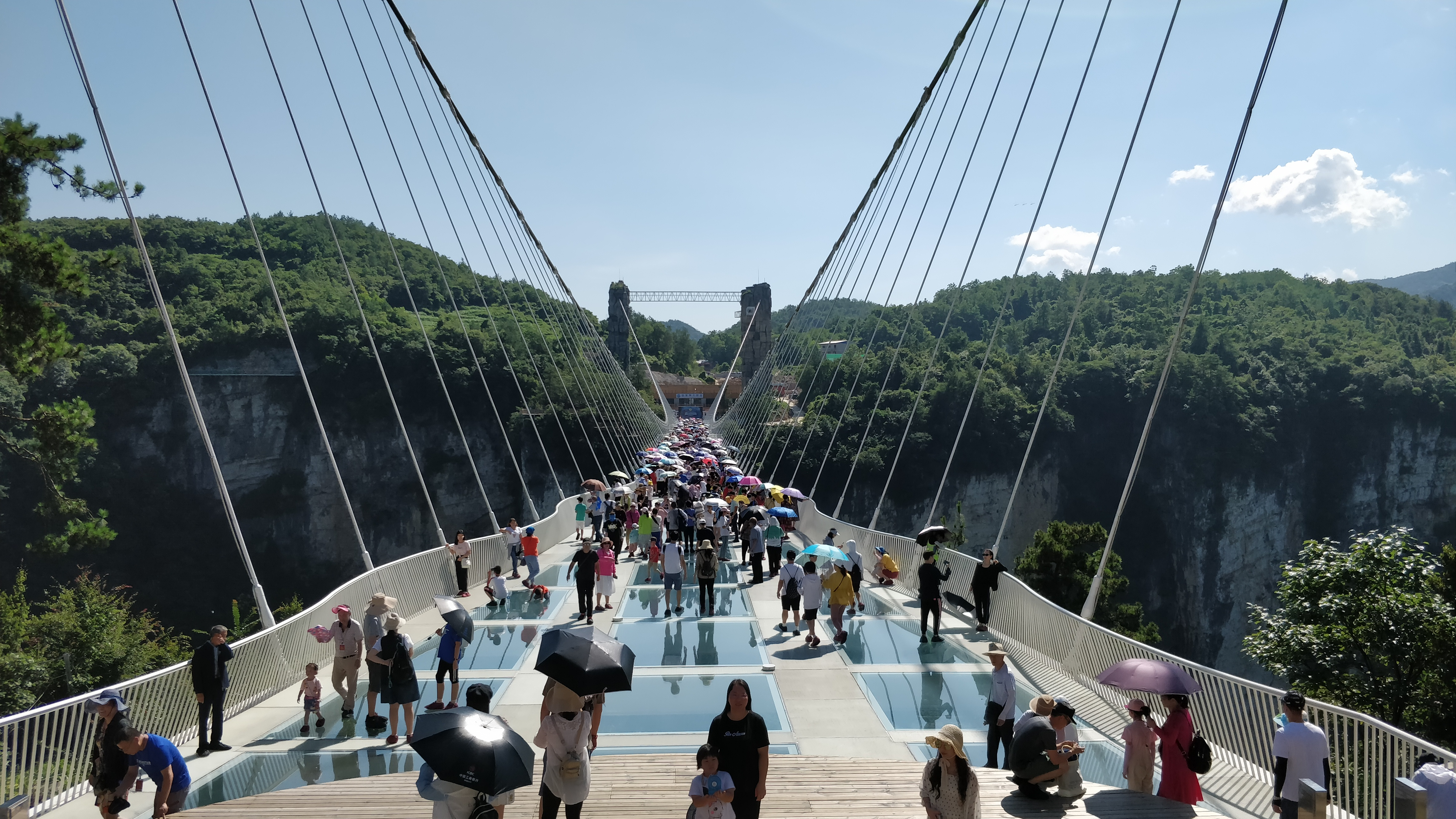
Skleněný most v roce 2019

Stavba byla hotová v už prosinci 2015. Podle architekta Dotana konstruktéři testovali zatížení čtyřicetitunovým kamionem. Sklo se prohnulo jen o 2,16 cm. Aby rozehnali pochyby o bezpečnosti mostu, pozvali v červnu 2016 dvacet lidí z veřejnosti, aby se pokusili sklo lávky rozbít kladivy. Hostům se po pěti minutách bušení povedlo poškodit pouze první vrstvu skla, zatímco další dvě zůstaly nepoškozené. Následně přes popraskané sklo přejel dvoutunový automobil, aby se odolnost skla otestovala ještě více.
Stavba lávky stála celkem 3,4 miliony dolarů.

### Uzavření a znovuotevření
2. září 2016, pouze 13 dní po otevření mostu, bylo nutné kvůli velké návštěvnosti most dočasně uzavřít. Odhadovalo se, že most, který unese v jednu chvíli maximálně 800 osob, navštíví denně zhruba 8 tisíc turistů. Skutečný denní počet návštěvníků byl až desetkrát vyšší. Most byl znovu otevřen 30. září 2016. Pro zvýšení bezpečnosti byl zaveden monitorovací systém, který kontroluje proud návštěvníků. K mostu byla také připravena bezplatná kyvadlová autobusová doprava.

## Konstrukce
Lávka je dílem architektonického studia architekta Haima Dotana. Drží ji čtyři podpůrné věže, které stojí po dvou na obou stranách kaňonu. Má ocelové nosníky a část podlahy je tvořena zpevněným cementem. Povrch lávky tvoří 99 panelů z tvrzeného skla. Sklo je asi 5 cm tlusté a má tři vrstvy. Zábradlí mělo být původně také skleněné, ale stavitelé zjistili, že by nárazy větru (které dosahují rychlosti až 56 m/s) mohly most destabilizovat. Proto bylo od skleněných panelů upuštěno. Zábradlí je vytvořeno z ocelových tyčí, které kladou větru menší odpor.
Na lávce je od roku 2018 místo určené pro bungee jumping. S výškou 260 metrů se jedná o největší bungee jumping na světě. Na lávce se také mají odehrávat módní přehlídky. S nimi souvisí nedaleký amfiteátr s třemi tisíci sedačkami, kde se budou konat i různé jiné kulturní akce. Ze spodní strany lávky jsou zavěšeny tři velké houpačky. Zájemcům je také umožněno vyzkoušet zip-line.
Podle stavitelů skleněná lávka překonala deset světových rekordů jak v oblasti návrhu, tak i konstrukce. Most byl navržen tak, aby byl co nejméně viditelný a splýval s bílými mraky. 

## Návštěva mostu
Vstup na most je zpoplatněn. Je možné zakoupit pouze vstupné na most, nebo jej kombinovat s vstupným do kaňonu. K roku 2024 vstupenka na most pro dospělého stojí 178 jüanů. Vstupenky je nutné rezervovat předem na konkrétní čas a poskytují se pouze k platnému dokladu totožnosti, který je nutné u vstupu předložit. Návštěvníci smějí s sebou na most z bezpečnostních důvodů brát jen peněženku a mobilní telefon. Za poplatek jsou k dispozici uzamykatelné skříňky. Návštěva trvá cca 40 minut až hodinu. Běžně je most otevřen od 9:00 do 15:30.